# Gerard Piechota
Gerard Piechota (ur. 7 października 1958 w Komprachcicach) – polski piłkarz ręczny grający na pozycji lewoskrzydłowego, trener i działacz sportowy.

## Kariera sportowa
Od 1973 do 1990 grał w Gwardii Opole1. Od 1973 roku do 1976 uczestniczył w rozgrywkach juniorów, gdzie już przejawiał talent i pracowitość co przyczyniło się do sukcesu na Mistrzostwach Polski Juniorów, gdzie w 1976 roku Gwardia Opole zdobyła I miejsce. W tym samym roku dostał awans do drużyny I ligi seniorów Gwardii Opole. W 1977 powołany do młodzieżowej reprezentacji Polski, z którą wystąpił na Mistrzostwach Świata w Szwecji i Danii w 1979. W 1980 powołany został do olimpijskiej kadry Polski seniorów na igrzyska olimpijskie w Moskwie. Był członkiem kadry Polski seniorów od 1980 do 1982 roku, przygotowując się do Mistrzostw Świata w Niemczech. Łącznie rozegrał około 40 meczów w reprezentacji Polski. W latach 1990–1999 gracz niemieckiej Bundesligi, gdzie reprezentował od 1990 do 1991 TV Spiesen-Evelsberg, od 1991 do 1993 TUS Landstuhl, a od 1993 do 1999 jako grający trener TV Schifferstadt. W 1999 zakończył karierę sportową. Od 2000 z przerwami do 2011 działacz sekcji piłki ręcznej Gwardii Opole.
W kwietniu 2005 roku był inicjatorem opolskiego I memoriału Jerzego Klempela – polskiego piłkarza ręcznego, dwukrotnego olimpijczyka. Oldboje Gwardii Opole i Śląska Wrocław zmierzyli się wtedy w meczu ku czci najlepszego szczypiornisty Jerzego Klempela. W ramach memoriałowych zawodów rozegranych w Hali Gwardii odbyły się również Mistrzostwa Opola szkół podstawowych.